# Cartman (animateur)
Pour les articles homonymes, voir Cartman et Ciattoni.
Ne doit pas être confondu avec Patrick Sébastien.
 (avril 2012).
Si vous disposez d'ouvrages ou d'articles de référence ou si vous connaissez des sites web de qualité traitant du thème abordé ici, merci de compléter l'article en donnant les références utiles à sa vérifiabilité et en les liant à la section « Notes et références ».
Cartman, de son vrai nom Nicolas-Bonaventure Ciattoni, né le 7 septembre 1978 à Ghisonaccia (Haute-Corse), est un animateur radio, comédien, animateur de télévision, humoriste, chanteur, musicien et producteur français. Il est également connu sous les noms de personnages fictifs qu'il a créés : Sébastien Patoche et Jimmy Foxtrot.

## Biographie

### Enfance
Cartman a passé une partie de son enfance à Sevran, en région parisienne[réf. souhaitée]. D'origine corse, il devait s'appeler Bonavita comme son grand-père. Comme la République Française interdisait l'emploi de noms corses, celui-ci est francisé en Bonaventure.

### Carrière

#### Animation à la radio
Il commence à travailler comme animateur, barman et DJ dans un village de vacances corse pendant son adolescence, où il se familiarise avec le métier de la scène. Après un baccalauréat littéraire, il commence des études de cinéma.
Après ses débuts dans une radio locale, il rejoint Europe 2 en 2002 comme réalisateur dans l'émission matinale de l'animateur Cauet. Il travaille ensuite sur Fun Radio jusqu'en juin 2008 puis revient sur Europe 2, nouvellement rebaptisée Virgin Radio. Il réalise également les sons de l'émission Cauetivi sur TF6[réf. nécessaire].
Il explique en 2020 sur les plateau des Enfants de la télé qu'il doit son surnom « Cartman » à son patron Cauet, en référence à sa voix qui serait semblable à celle d'Eric Cartman dans le dessin animé South Park. Ce surnom devient son nom public.

#### Animation à la télévision
Il fait une courte apparition dans le 46e épisode de la série La Vie devant nous, intitulé Un homme de cœur.[réf. nécessaire]
Il est présent dans l'émission La Méthode Cauet (TF1) à partir de 2003, incarnant divers personnages humoristiques.
Il prête sa voix à Scooter dans Muppets TV et à Bétamèche dans Arthur et les Minimoys. En 2008, il incarne M. Schmidt, un assureur véreux, dans le court-métrage de Stéphane Lionardo, Adam+Ève.
Depuis octobre 2008, il dirige Smoker Productions[réf. nécessaire].
Il est présent dans l'émission Miko et Cartman sans surveillance depuis le 13 mars 2009 sur la chaîne Virgin 17, désormais diffusée sur MCM[réf. nécessaire].
En 2010, il réalise avec son compère Miko une parodie du lipdub des jeunes de l'UMP, et le 19 mai 2011, c'est Miko et Cartman ne foutent rien qui est diffusée sur Comédie!. Une série dans laquelle il se retrouve aux côtés de Miko, produite, écrite et réalisée par le duo via leur société, Smoker Productions.
En 2012, il est Michel, le protagoniste du clip d'Oldelaf C'est Michel.
En 2012, il devient coanimateur du morning de Virgin Radio : Hanouna le matin.
Il fait également quelques apparitions dans l’émission de D8, Touche pas à mon poste ! en inventant des personnages pour des sketches, pour lesquels il est accompagné par le musicien Nicolas Bouvard ; le but est de faire deviner aux invités de l'émission des célébrités, des personnages de série ou des émissions télévisées. Son personnage le plus connu est une imitation de Patrick Sébastien, Sébastien Patoche (au départ Sébastien Patrick puis Patrick Patoche), pour lequel il a écrit la chanson parodique Quand il pète il troue son slip, en hommage à l'acteur Chuck Norris, rapidement cette dernière crée le buzz, notamment sur les réseaux sociaux. Patrick Sébastien lui-même a chanté sa propre version en tant qu'invité de l'émission. Cartman a finalement enregistré sa chanson en studio et l'a commercialisée le 15 mai 2013. Le jour même de sa sortie, il est no 1 des ventes de single sur iTunes.
En mai 2013, son single Quand il pète il troue son slip est classé second dans le hit-parade du Syndicat national de l'édition phonographique (SNEP) et premier des téléchargements sur iTunes Store, dépassant la chanson Get Lucky de Daft Punk,. Fin juin 2013, il sort son nouveau titre La cartouche. Le clip réalisé par Miko parodie celui de Robin Thicke Blurred Lines. Ensuite sort le clip de Zizicoptère en juillet 2013 où Cartman et Vincent Desagnat s'amusent avec leurs amis autour d'une piscine et en septembre 2013 sort le clip de Le Panard où Sébastien Patoche est en vacances à Nice.
Cartman obtient un contrat avec le label Universal Music pour la sortie de l'album J'emmerde les bobos !, composé de 16 titres et publié le 8 juillet 2013.
Le clip La cartouche atteint 1 million de vues en 48 heures sur la plateforme de vidéo YouTube.
Patrick Sébastien ayant reçu de nombreux coups de fil de félicitations[source insuffisante] de personnes ayant amalgamé Patrick Sébastien et Sébastien Patrick, Cartman décide de renommer le personnage de Cartman en Patrick Patoche puis « Sébastien Patoche », référence à Patrice alias Patoche, le fiancé de la chroniqueuse Valérie Bénaïm. Dans l'introduction du clip Quand il pète il troue son slip, il justifiera le nom de Sébastien Patoche par un conseil d'un producteur fictif, Roberto de BV-Music joué par Tefa, DJ de l'émission Touche pas à mon poste !.
Sébastien a fait plusieurs apparitions à la télévision, notamment pour On n'demande qu'à en rire (dans le sketch de Donel Jack'sman lors de l'émission spéciale du 28 juin 2013) ou encore la Fête de la musique sur France 2 mais également sur le Village départ, l'émission du Tour de France le 3 juillet 2013. À la suite de son premier succès, il a également été interviewé pour le 12.45 de M6[réf. nécessaire].
En 2013, il devient chroniqueur dans l’émission Le Lab.Ô présentée par Sébastien Folin sur France Ô.
Il coanimait avec Vincent Desagnat, Stéphanie Loire et occasionnellement Miko la matinale de D17, Show ! Le Matin de 7 h à 9 h.
Le 4 décembre 2013, son album J'emmerde les bobos est certifié disque de platine et lui est remis par Cyril Hanouna lors de l'émission Touche pas à mon poste !.
Le 13 mai 2014, Sébastien Patoche dévoile lors de l'émission Touche pas à mon poste !, son hymne pour la Coupe du monde de football 2014, nommée On va la foutre au fond. Celui-ci fait partie d'un nouvel album intitulé Look d'enfer sorti le 7 juillet 2014.
On le retrouve régulièrement depuis 2015 dans Vendredi tout est permis avec Arthur, Les Invisibles, l'Hebdoswhow, ou encore 5 à 7 sur TF1. Il y tenait une chronique de micro-trottoirs qu'il reprend dans Vendredi tout est permis.
Il est aussi réalisateur de plusieurs rubriques dans différentes émissions de télévision (Le Meilleur des 4/3 de Jean-Luc Lemoine, Le Journal de Bertrand Chameroy, Ce Qu'il Fallait Détourner, Camille Combal dans la rue, etc.).
En 2016 et 2017, il apparaît de temps à autre dans l'émission de Bertrand Chameroy, OFNI l'info retournée sur W9, notamment dans la mini-série Quoi de Neuf Bertrand ?.
Il collabore à l'émission Pas de ça entre nous sur TF1 aux côtés d'Arthur depuis octobre 2017.
Il a joué pendant 3 ans dans la pièce de théâtre à succès Duels à Davidéjonatown avec Artus, jusqu'en juillet 2018.
Entre 2019 et 2022, il est seul sur scène dans son premier one-man-show intitulé « One » (co-écrit avec Julien Schmidt et mis en scène par David Salles) d'abord au théâtre Trévise puis à l'Apollo Théâtre, et en tournée dans toute la France, Belgique, Suisse, Luxembourg.
Entre septembre 2023 et avril 2024, il est à l'affiche de Un diner d'adieu de Matthieu Delaporte et Alexandre de La Patellière avec Laëtitia Milot et Jean-Baptiste Shelmerdine (mise en scène d'Éric Laugérias) qu'il joue à guichets fermés.
Parallèlement à ses activités télévisuelles et scéniques, il marque le 30 août 2021 son retour sur la bande FM, avec une émission quotidienne, de 19h à 22h sur Fun Radio qu'il quitte en juillet 2024.
En 2023, il participe à la saison 5 de Mask Singer sous le costume du zèbre et terminé à la 8e place. Il a été démasqué par Kev Adams.
Le 10 décembre 2024, il fait sa première participation dans l'émission Les Grosses Têtes animée par Laurent Ruquier sur RTL.
Il a animé les 4 saisons de Battlebots France diffusées sur Gulli.

## Prises de positions politiques
L'animateur fait partie des signataires d'une tribune de Juliette Méadel, secrétaire d’État chargée de l'Aide aux victimes, publiée sur Libération et intitulée « Madame Le Pen, vous n’aurez pas nos haines ». Cette tribune appelle à faire barrage à Marine Le Pen lors du 2e tour de la présidentielle de 2017 et à soutenir ainsi Emmanuel Macron, son adversaire. Il a également critiqué une information truquée que Florian Philippot a republié sur Twitter.

## Discographie

### Albums studio
- J'emmerde les bobos ! (sous le pseudonyme de Sébastien Patoche, 2013)
- Look d'enfer (sous le pseudonyme de Sébastien Patoche, 2014)

### Autres titres
- Durant La Méthode Cauet, Cartman a enregistré quelques titres humoristiques avec Cauet et Miko ou en solo :
  - Booyaka (parodie de Booyaka 619 de P.O.D.)
  - Je crois t'au Père Noël (t'aux cloches de Pâques) (avec Cauet & Miko)
  - La Bouteille (parodie de La Boulette de Diam's)
  - Le Rap à Tony

- Lors d'un numéro dans l'émission SHOW ! Le matin : Voix d'chiotte (parodie de One Shot de Maître Gims) (avec Vincent Desagnat)

## Filmographie

### Clips vidéos

#### Simple apparition
- 2005 : Rejection de Martin Solveig (avec Miko)
- 2013 : Barbeuk de Seth Gueko
- 2013 : Romance and Cigarette de The toxic Avengers
- 2014 : Cosmo de Soprano
- 2015 : Touche pas à ma fiesta de Collectif Métissé
- 2015 : Travelo de Florent Peyre
- 2015 : Bogda Bogdanov de Cyril Hanouna avec Igor et Grichka Bogdanoff

#### Chanteur
- 2013 : Quand il pète il troue son slip (sous le pseudonyme de Sébastien Patoche)
- 2013 : La Cartouche (Sébastien Patoche)
- 2013 : Zizicoptère (Sébastien Patoche, Connexion Béké)
- 2013 : Le Panard (Sébastien Patoche feat Léa Léonard)
- 2014 : On va la foutre au fond (Sébastien Patoche)
- 2014 : Beau Black (Sébastien Patoche, Jimmy Foxtrot)

### Courts-métrages
- 2008 : Adam + Ève de Stéphane Lionardo : Schmii Son

### Longs-métrages
- 2020 : Divorce Club de Michaël Youn : le serveur du restaurant italien
- 2020 : Comment je suis devenu super-héros de Douglas Attal : Lorenzi
- 2023 : BDE de Michaël Youn : Igor

### Séries télévisées
- 2013 : What Ze Teuf - épisode 10 : lui-même
- 2022 : Camping Paradis - épisode Olympiades au Paradis : Guillaume

### Téléfilms
- 2024 : Panique au 31 de Gaël Leforestier : Michel le serveur

## Émissions télévisées

### Participant
- 2007-2019 : In ze boîte sur Gulli
- 2014 : Enfin te voilà ! sur Comédie +
- 2015, 2017 et 2018 : Fort Boyard sur France 2
- Depuis 2015 : Vendredi tout est permis avec Arthur sur TF1
- Depuis 2017 : Tout le monde a son mot à dire sur France 2
- 2018-2022, 2025 : Les Touristes sur TF1
- Depuis 2020 : Le Grand Concours sur TF1
- 2020 : District Z sur TF1
- 2020-2021 : Good Singers sur TF1
- 2021 : Stars à nu sur TF1
- 2023 : Mask Singer sur TF1
- 2024 : Le Maître du Jeu sur TF1
- 2024 : Mask Singer Spéciale Noël sur TF1 : le chameau

### Chroniqueur
- 2013 : Le Lab.Ô sur France Ô
- 2013-2014 : Touche pas à mon poste ! sur D8
- 2016-2017 : OFNI, l'info retournée sur W9
- 2017-2019 : Pas de ça entre nous ! sur TF1

### Animateur
- 2009 : Miko et Cartman sans surveillance sur Virgin 17
- 2010 : Miko et Cartman ne foutent rien sur Comédie !
- 2013-2015 : Show ! Le Matin sur D17
- 2019, 2022-2025 : Battlebots, en duo avec Issa Doumbia sur Gulli
- 2025 : Vendredi tout est permis sur TF1

## Doublage

### Films
- Jimmy Fallon dans : 
  - Arthur et les Minimoys (2006) : Bétamèche (voix)
  - Arthur et la Vengeance de Maltazard (2009) : Bétamèche (voix)
  - Arthur et la Guerre des deux mondes (2010) : Bétamèche (voix)

### Séries télévisées
- 2006 : Muppets TV : Scooter

### Attractions
- 2009 : Arthur, l'Aventure 4D au Futuroscope : Bétamèche

## Théâtre
- 2017 : Duels à Davidéjonatown d'Artus et Romain Chevalier, mise en scène d'Artus, théâtre Les Feux de la Rampe, Paris.
- 2023 - 2024 : Un dîner d'adieu de Matthieu Delaporte et Alexandre de la Patellière, mise en scène d'Éric Laugérias, théâtre Tête d'Or de Lyon et tournée